# Honungsslunga

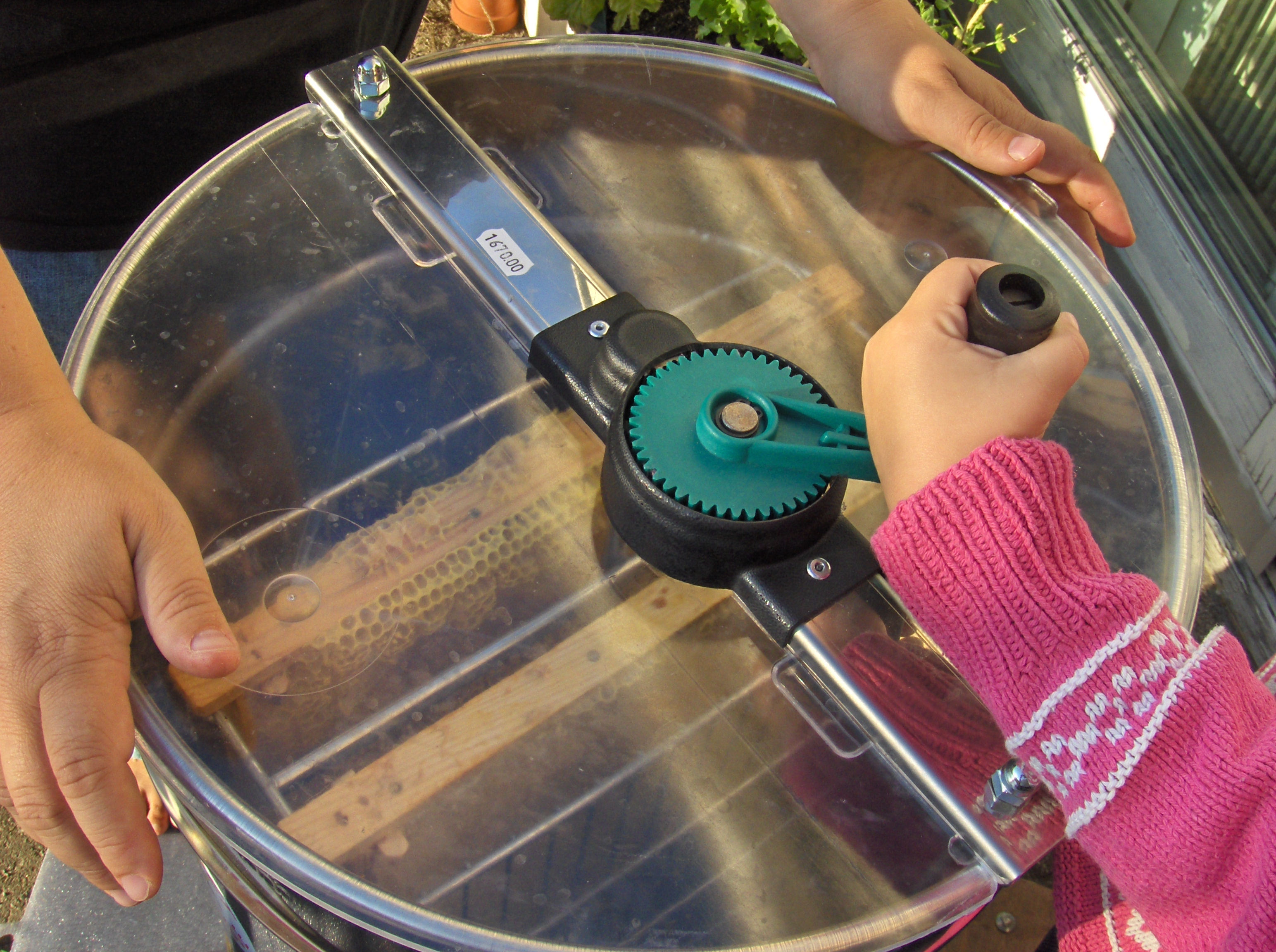
En liten honungsslunga

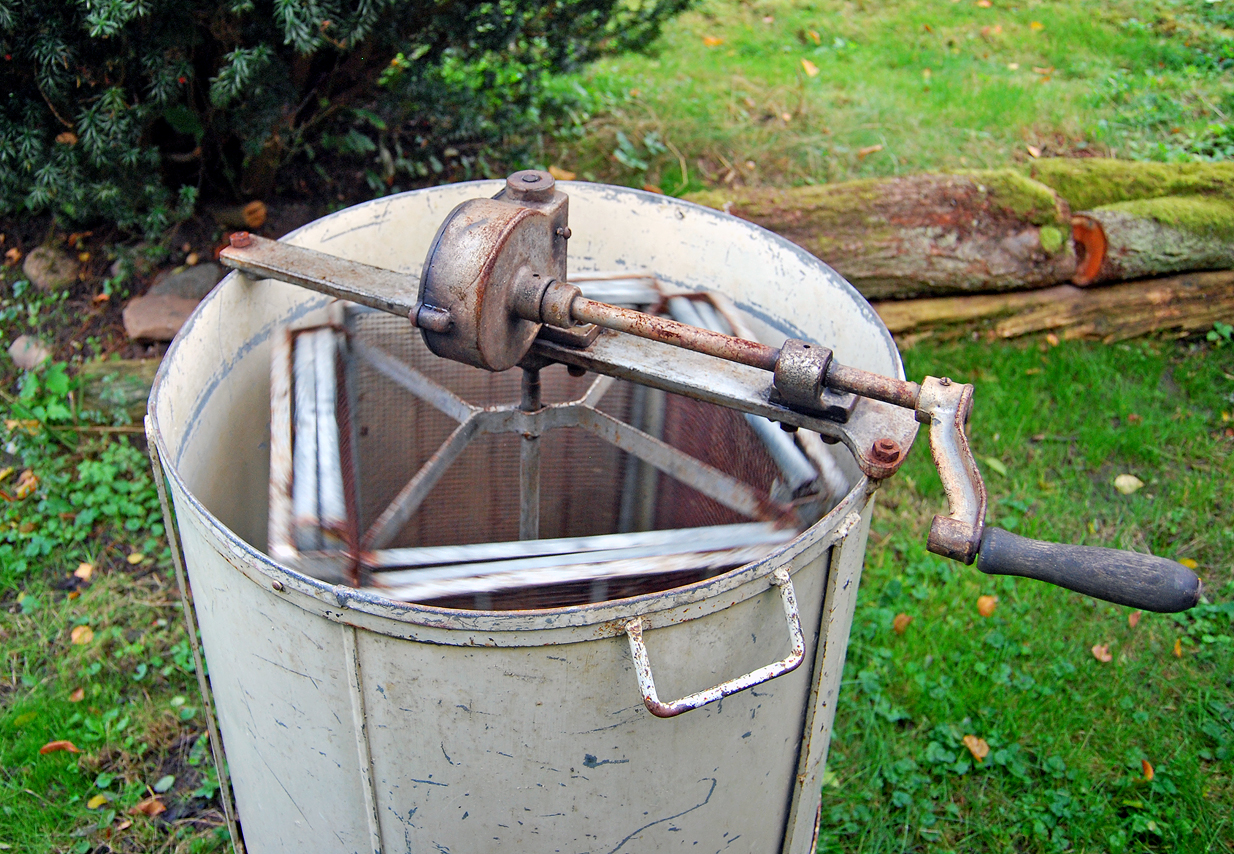
En äldre modell av honungsslunga.

Hunungsslunga betecknar inom biodling en centrifug som används för att skilja honung från vaxkakorna. Det finns två principer för placering av vaxkakorna eller ramarna, radial respektive tangential. Vid tangentialslungning ligger ramarna längs slungkorgens periferi, och en sida i taget slungas. Ramarna måste därmed vändas för att få ut all honung, vilket i en självvändande slunga kan göras automatiskt. Vid radialslungning sitter ramarna som ekrar i ett hjul, och fungerar tack vare att vaxkakans honungsceller lutar svagt. En radialslunga är större och tar betydligt fler ramar än en tangentialslunga, men kräver i gengäld längre tid för att extrahera all honung.
Slungor kan vara manuellt drivna eller drivna av elektrisk motor. Manuell slungning är ett ganska krävande arbete. De motordrivna slungorna tillverkas för slungning av 3 och ända upp till 60 ramar samtidigt.
Den avskilda honungen tappas efter slungningen ut genom en bottenventilanordning. Efter avtappningen måste honungen separeras från kvarvarande vaxpartiklar genom lämplig sil eller filter.